# Принцеса з млину (фільм)
«Принцеса з млину» — класична чеська казка режисера Зденека Трошки, що вийшла на екрани 1 червня 1994 року.

## Сюжет
Звичайний сільський хлопчина Жиндріх (Радек Валента) вважає, що був народжений для принцеси, тому вирушає на її пошуки. Його шлях проходить через млин, де живуть мельник (Алоїс Швехлік) та його гарна хазяйновита донька Елішка (Андреа Черна). Дівчина відразу ж закохується в Жиндріха. Але це не подобається водянику (Якуб Зіндулка) та чорту (Іветта Бланаровічева), які намагаються спочатку налякати хлопця, а потім знайти йому справжню принцесу.
Старий мельник розуміє, що роки беруть своє і йому потрібно комусь передати свою справу на млині, тому вирішує віддати свою доньку до настання повного місяця в шлюб з тим, хто попросить її руки. На це відгукується водяник, його друг чорт та старий, дурний герцог (Отто Шевчік). Але прекрасна Елішка не бажає жодного з них, бо вже обрала собі нареченого. Залишилось тільки з’явитись перед обранцем в образі принцеси…

## В ролях
| Актор                | Роль    |
| -------------------- | ------- |
| Радек Валента        | Жиндріх |
| Андреа Черна         | Елішка  |
| Алоїс Швеглік        | Мельник |
| Лусі Біла            | Відьма  |
| Іветта Бланаровічева | Чорт    |
| Якуб Зіндулка        | Водяник |
| Отто Шевчік          | Герцог  |
| Ладіслав Жупаніч     | Жан     |

## Продовження
На замовлення дитячої аудиторії у 2000 році було знято другу частину казки, яка вийшла під назвою «Принцеса з млину 2».